# محور المشير فؤاد أبو ذكري
محور المشير فؤاد أبو ذكري (سابقًا محور التعمير) هو أحد الطرق الرئيسية داخل محافظة الإسكندرية في مصر، افتتح في العام 2022، ويربط بين الطريق الساحلي الدولي ومنطقة القباري في الشرق والطريق الساحلي الدولي قرب قرية أبو صير ومحور كليوبترا في الغرب، بمحاذاة بحيرة مريوط، يبلغ طوله حوالي 51 كم، ويتسع لعدد تسعة حارات مرورية في الاتجاه الواحد، يضم 22 كوبري، يحده من الشمال حي العجمي، ومركز برج العرب ومن الجنوب بحيرة مريوط.

## وصف الطريق
بدأت أعمال تطوير الطريق في يناير 2021، حيث تشمل الأعمال إنشاء عدد 18 كوبري للتغلب على وجود خطوط البترول، وهدم ستة كباري قائمة، ليكون الطريق حر بالكامل، وكذلك أعمال تطهير بحيرة مريوط المحاذية للمحور بمقدار 3.5 مليون متر مكعب، وكذلك أعمال ردم 18 مليون متر مكعب، وإنشاء معديات للمياه أسفل الطريق بطول 4500 متر، بمتوسط أقطار 1500 متر.
يبلغ عرض الطريق حاليًا في الاتجاه الواحد خمسة حارات مرورية للسيارات وأربعة حارات مرورية للنقل الثقيل، وتم الانتهاء من أعمال التطوير في أغسطس 2022، وتغيير اسمه من محور التعمير إلى محور المشير فؤاد أبو ذكري قائد القوات البحرية المصرية في حرب أكتوبر 1973. وأُعيد افتتاحه رسميًا بعد إعادة تطويره في 5 ديسمبر 2022.

## معرض الصور

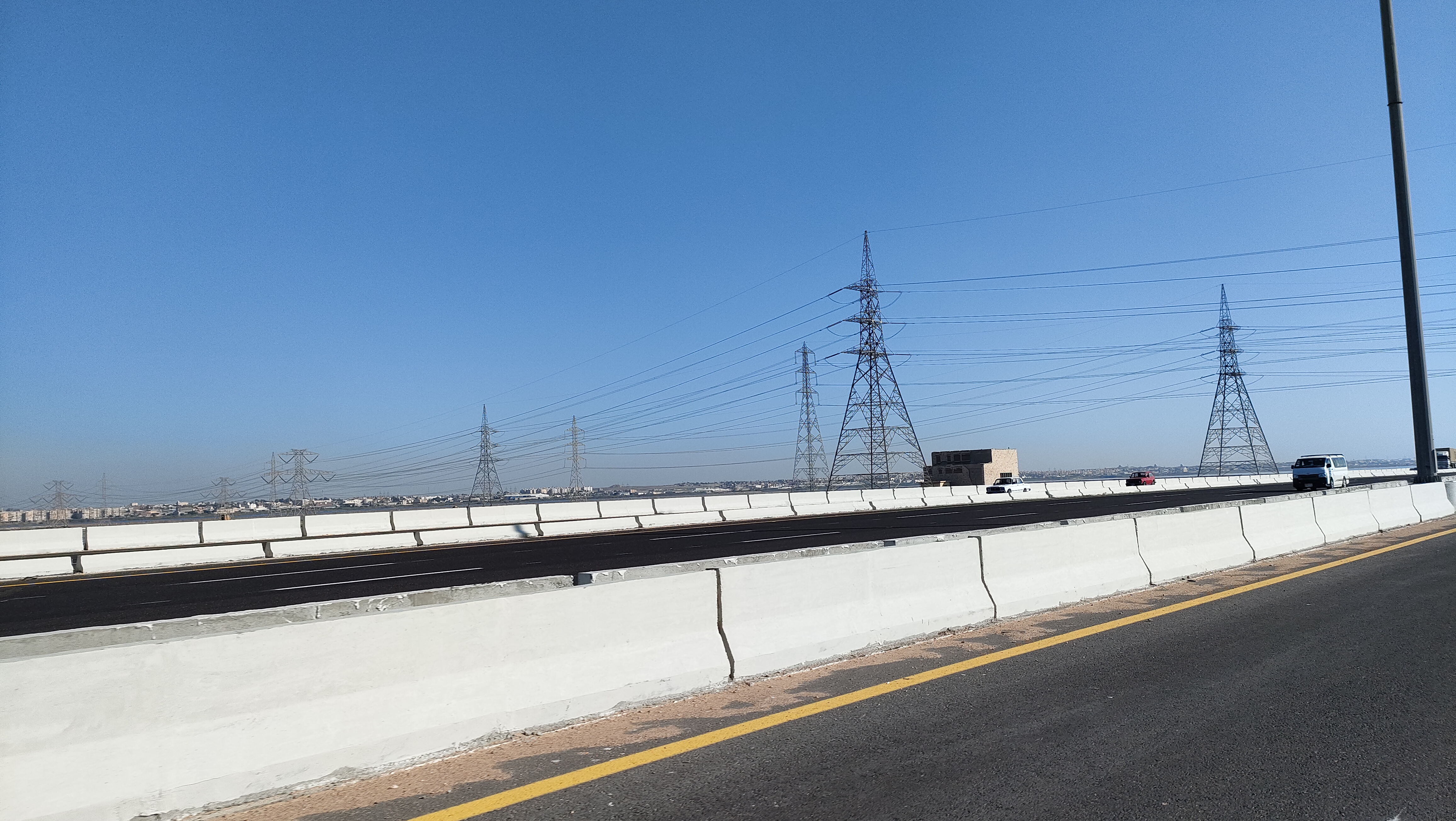
الطريق الرئيسي
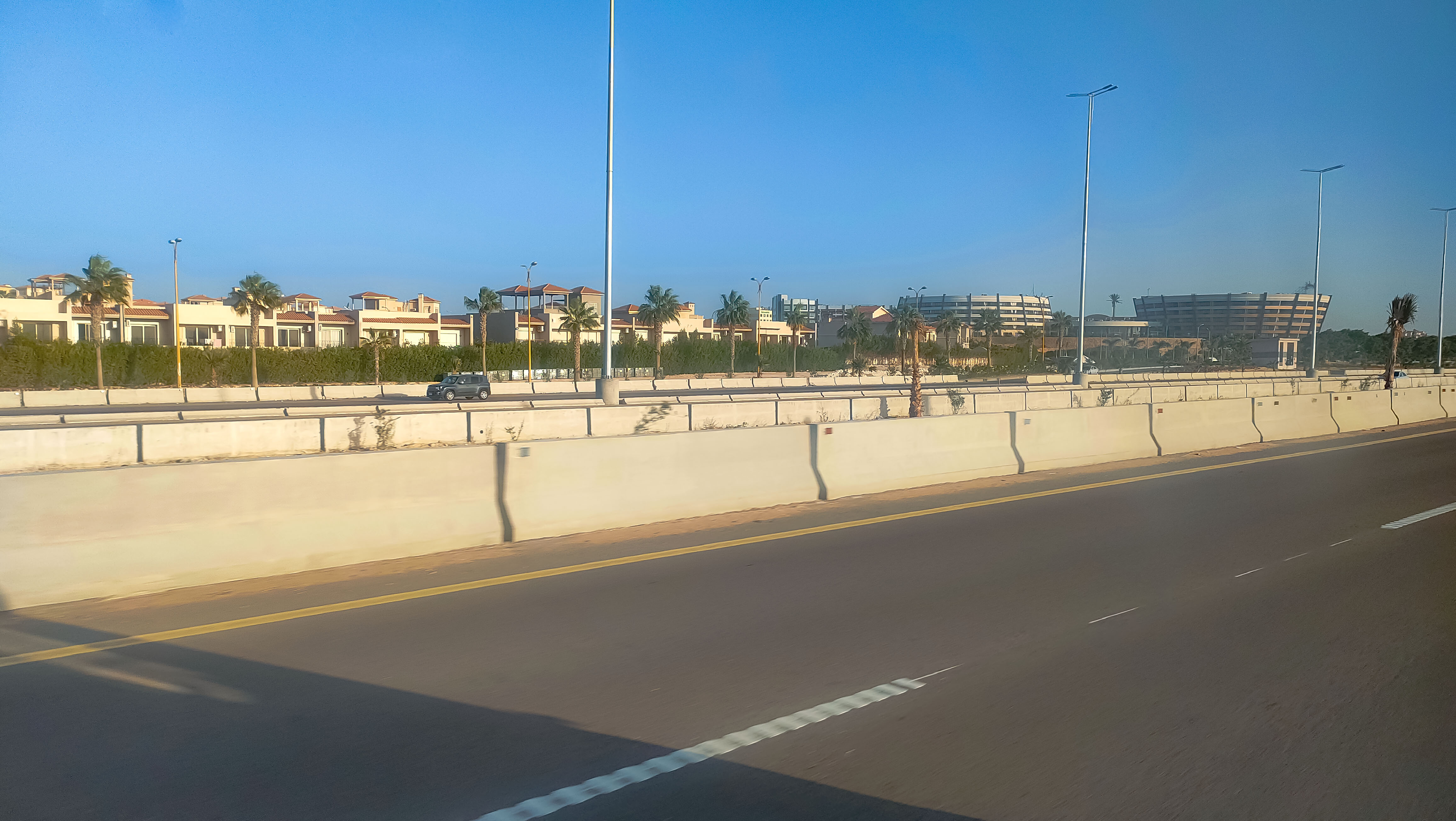
مشروع سكني بجوار المحور
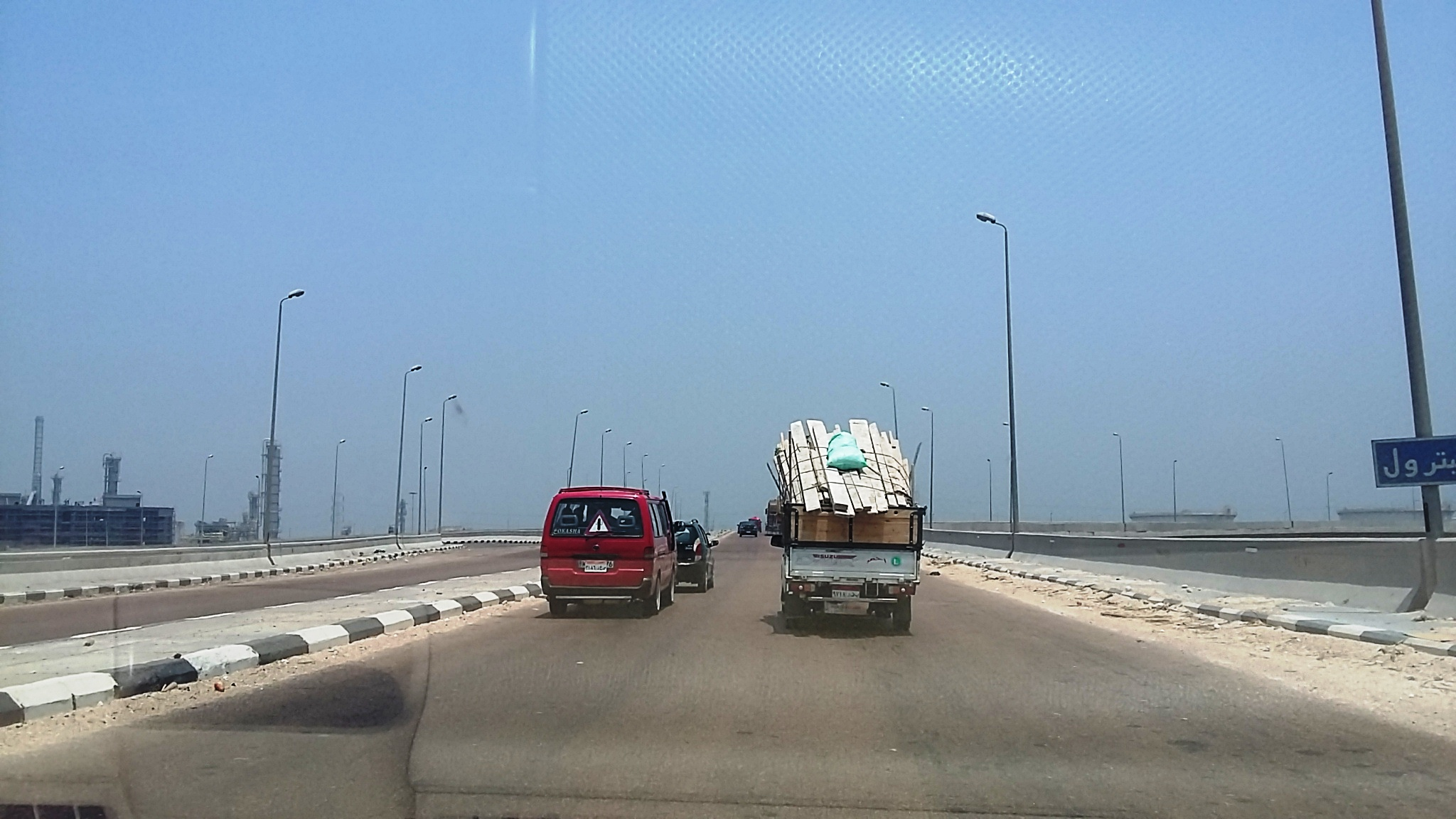
طريق الخدمات في اتجاه القباري
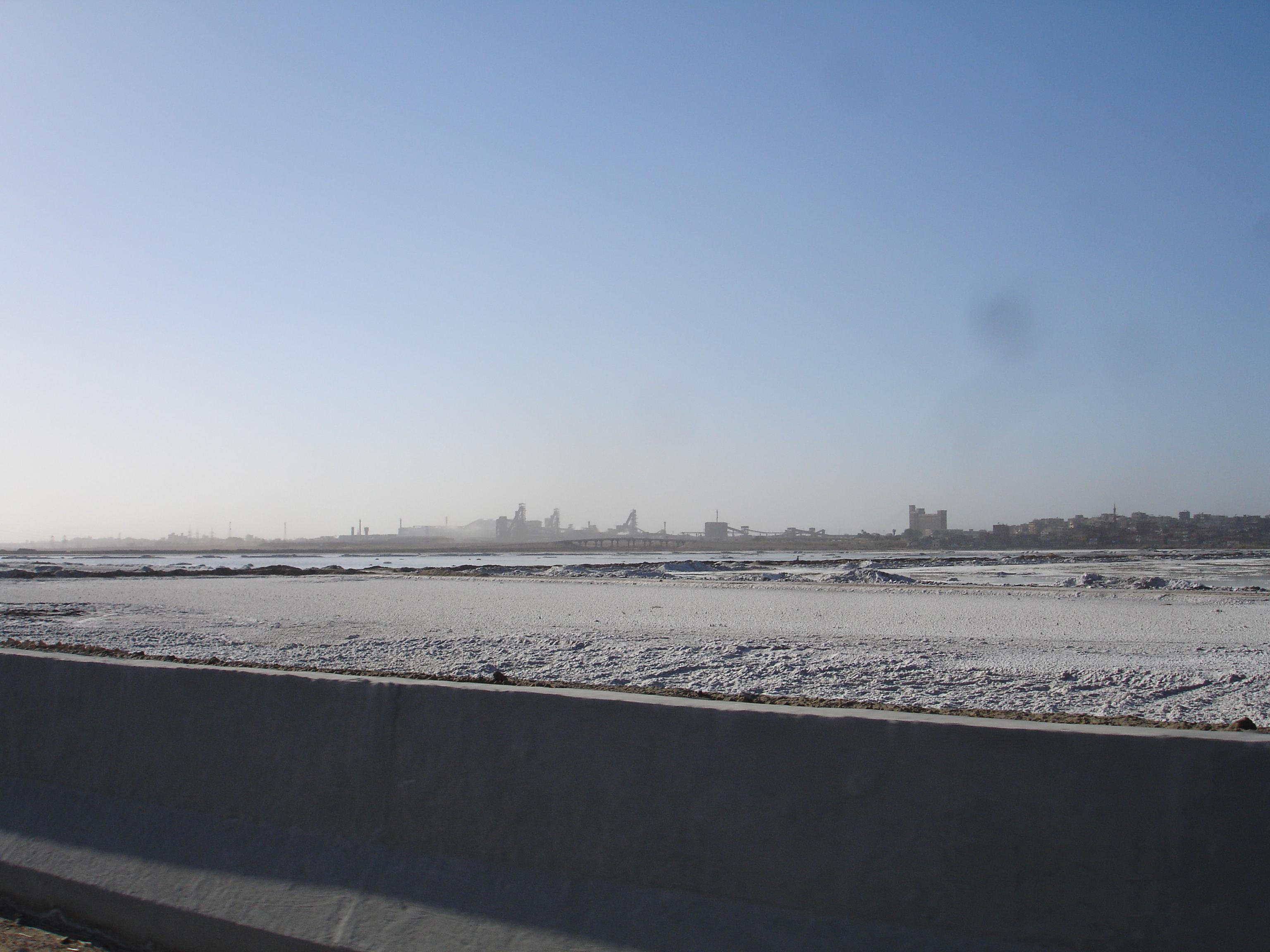
الملاحات أهم معالم الطريق في الإسكندرية
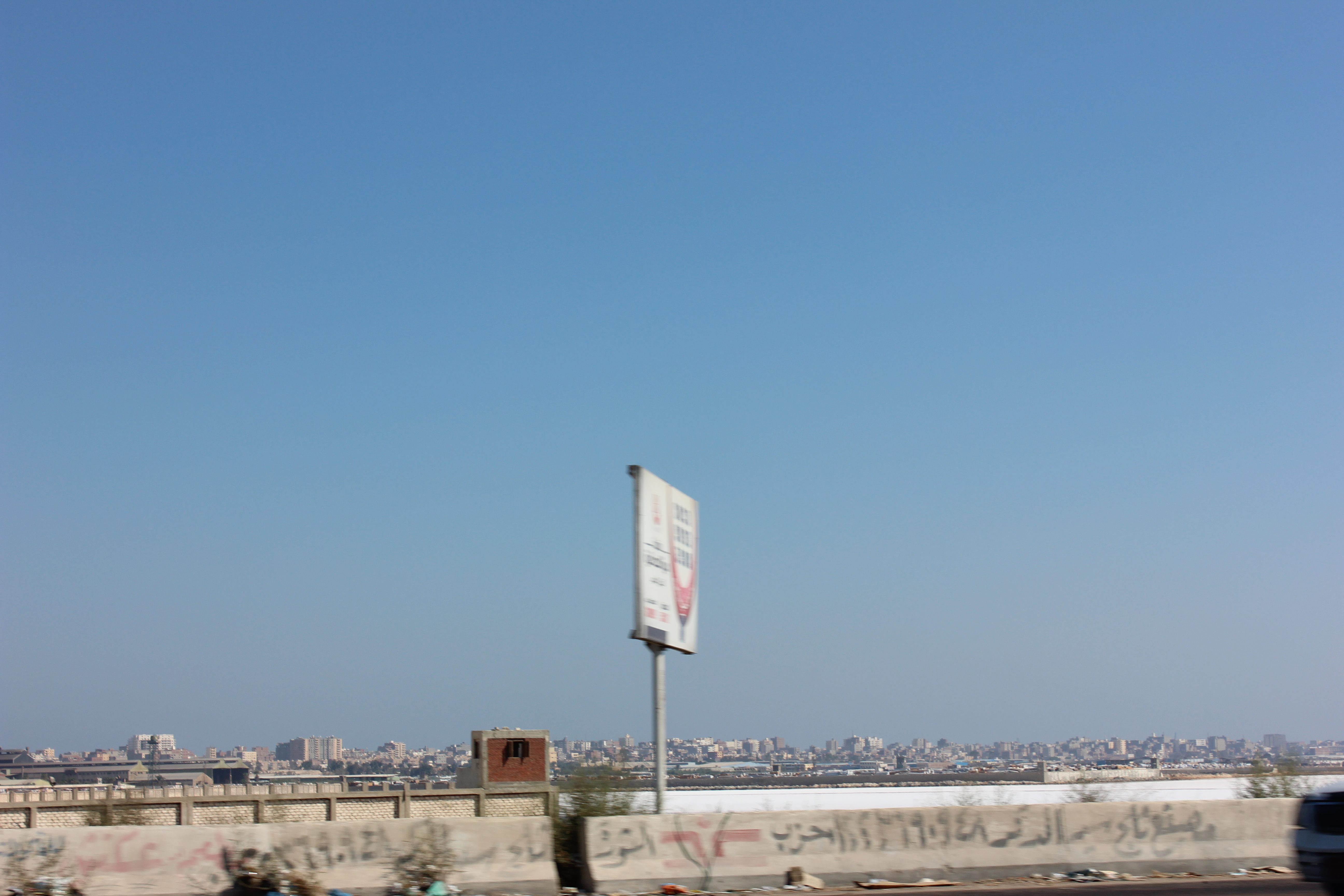
لوحة إعلانية عند كم 21 بالإسكندرية
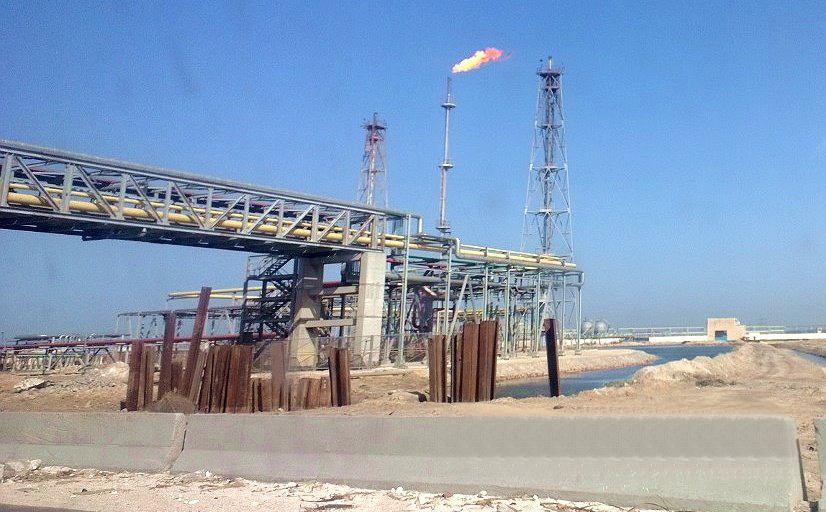
أحد معامل تكرير البترول بالإسكندرية
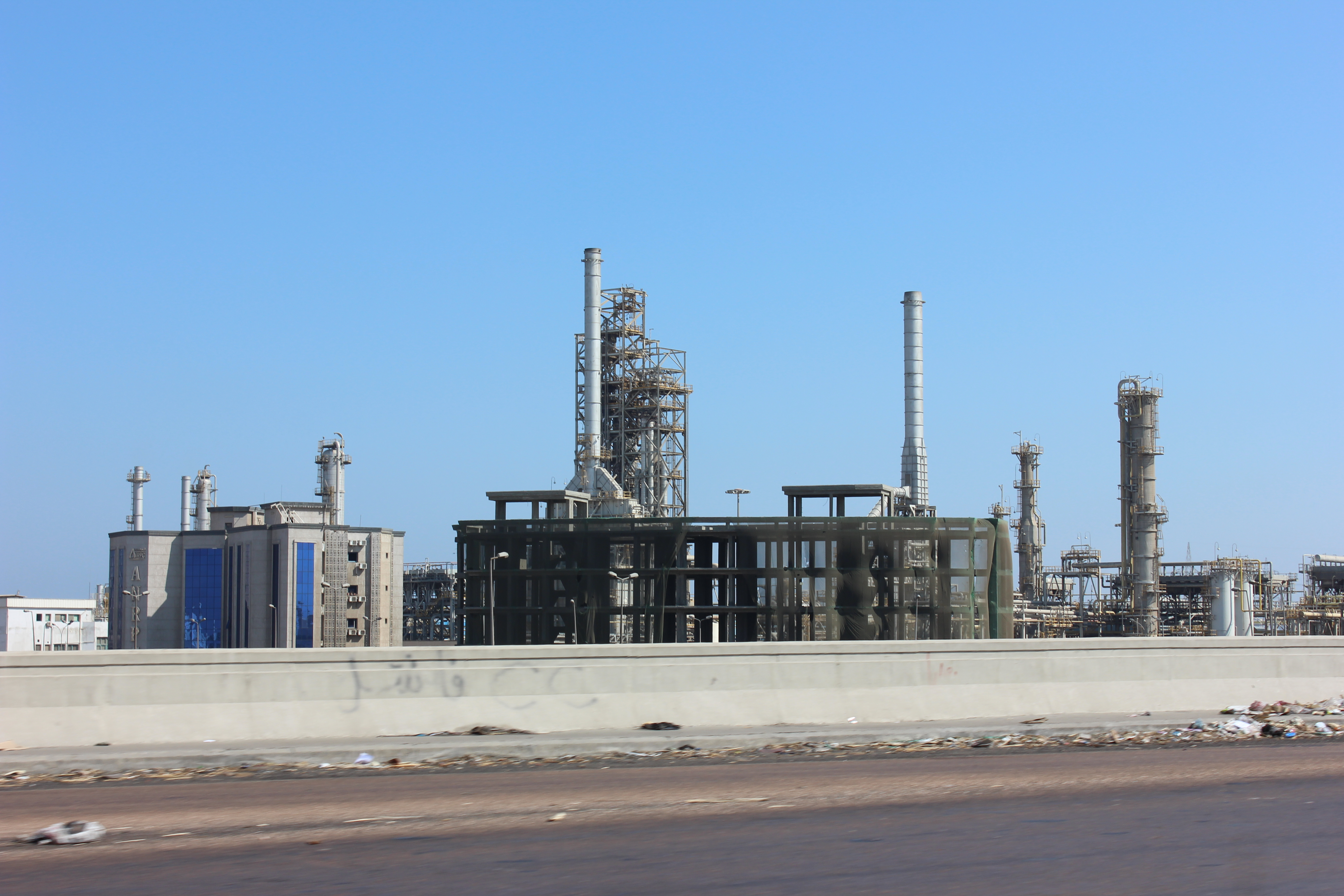
معمل تكرير بترول بالإسكندرية